# 4,4′-Diaminostilben-2,2′-disulfonsäure
4,4′-Diaminostilben-2,2′-disulfonsäure ist eine chemische Verbindung aus der Gruppe der Stilbene. Sie ist ein struktureller Abkömmling von Ethen und besitzt die Strukturelemente eines aromatischen Amins und der Benzolsulfonsäure.

## Gewinnung und Darstellung
4,4′-Diaminostilben-2,2′-disulfonsäure kann durch katalytische Reduktion von 4,4′-Dinitrostilben-2,2′-disulfonsäure gewonnen werden.

## Eigenschaften
4,4′-Diaminostilben-2,2′-disulfonsäure ist ein kristalliner gelbbrauner geruchloser Feststoff, der praktisch unlöslich in Wasser ist. Die Chemikalie ist stabil in neutralen, sauren oder alkalischen Lösungen und gilt als „nicht leicht biologisch abbaubar“.

## Verwendung
4,4′-Diaminostilben-2,2′-disulfonsäure wird als Zwischenprodukt für Pigmente und fluoreszierende Aufheller verwendet.